# 無所属クラブ
無所属クラブ（むしょぞくクラブ）は、日本の国会や地方議会において特定の政党に所属しない議員が質問時間の確保等を目的として結成する会派名の全部または一部に使用される用語。
とくに国会は一人会派を結成できないため無所属議員が政党所属議員とともに結成する場合が多い。例えば、無所属議員が○○党議員と統一会派を組んだ場合に「○○党・無所属クラブ」という会派名を使うことがある。この場合、あくまで「○○党・無所属クラブ」で1つの会派であって「○○党」と「無所属クラブ」という2つの会派が合同しているという意味ではない。
同様に使用される用語として「無所属」、「無所属会」、「無所属の会」が存在する。

## 国会

### 衆議院
2024年11月11日現在、衆議院において「無所属クラブ」を会派名の一部に冠している会派は「国民民主党・無所属クラブ」がある。
上記は、2000年6月30日に民主党が中田宏・三村申吾と統一会派「民主党・無所属クラブ」を結成したのを源流とする。以降、民主党は無党籍議員の会派参加の有無に関わらず、慣例的に会派名の一部に「無所属クラブ」を冠しており、民主党の後身である民進党および（旧）国民民主党、民進党と強い関係があった希望の党、（旧）国民民主党の一部議員で結成され綱領を受け継ぐ（新）国民民主党でも継承されている。
ただし、2019年10月から2020年10月までは、国民民主党は立憲民主党などと統一会派（「立憲民主・国民・社保・無所属フォーラム」、2020年9月に「立憲民主・国民・社民・無所属」と名称変更）を組み、無所属クラブを名称に含んでいなかった。なお、2020年9月には、（旧）立憲民主党と（旧）国民民主党は解党し、（新）立憲民主党や（新）国民民主党が結成されたが、その後も1月間は会派名の変更のみで同じ会派に所属していた。

### 参議院
2024年11月10日現在、参議院には「無所属クラブ」を称した会派はない。

### 過去に「無所属クラブ」を称した会派
過去に「無所属クラブ」を称した会派には以下のものがある。どの会派も共通するのは名称のみであり、組織・構成員・政策等いずれの面からも全く無関係である。
衆議院
- 1946年の第22回総選挙に当選した無所属議員が一時的に結成していた会派。田中伊三次らが所属。翌1947年に協同民主党・国民党と合同し、国民協同党となった。
- 1995年5月から1996年1月まで日本社会党を離党した岡崎宏美・小森龍邦と北海道知事選挙で反党行為を行ったとして除名処分となっていた金田誠一の3名が結成していた会派。1996年1月10日に結成された「新社会党・平和連合」の前身となるが、金田は平和・市民及び新党さきがけを経て民主党（第1次）に参加している。
- 1995年に新党さきがけを離党し無所属となっていた佐藤謙一郎と無所属の大矢卓史が1996年1月16日に結成した会派。2月7日に大矢が心不全で急逝し、自然消滅となった。
- 1997年9月24日に伊藤達也・鴨下一郎と上田清司・樽床伸二の4名が結成、翌9月25日に民主改革連合の北橋健治が参加した会派。12月に鴨下は自民党へ入党、上田と樽床はフロム・ファイブを結成。翌1998年1月、伊藤が民政党結成に参加（この際にフロム・ファイブと合流）したことに伴い会派消滅。なお、民政党と民主改革連合は民主党との統一会派「民主友愛太陽国民連合」を組み、その後4月27日に民主党へ合流したが、この際に伊藤は民主党に参加せず、後に自民党に入党した。

参議院
- 1947年の第1回参院選に当選した旧貴族院議員らが中心になり結成された院内会派・緑風会は結成当初の仮称を「無所属クラブ」としていた。
- 1953年5月に結成。市川房枝ら無所属の議員4名が使用していた会派名。この無所属クラブは1962年に一部の議員が公明会（後の公明党）に移籍後、残った議員は参議院同志会（緑風会より改称）と合同し、第二院クラブとなっている。
- 2014年12月18日に、解党した旧みんなの党の参議院会派に属していた水野賢一、中西健治、渡辺美知太郎、薬師寺道代の4名が「無所属クラブ」に会派名称変更を届け出た。2019年2月には無所属クラブ所属議員は薬師寺と平山佐知子の2名であったが、2019年7月の第25回参議院議員通常選挙の後に解散している。

## 地方議会
無所属で当選した1名以上の議員が便宜上の会派名として使用することが多い。また、他の政党に近い政治姿勢を取る無所属議員が多数派形成のために政党公認の議員と統一会派を組み「○○党・無所属クラブ」のような会派名を名乗る事例も見受けられる。